# آنتونیو اورتا اوزوریو
آنتونیو اورتا اوسوریو (به پرتغالی: António Horta Osório) (زاده ۲۸ ژانویه ۱۹۶۴) کارآفرین، بانکدار و مدیر ارشد اجرایی پرتغالی است، که در حال حاضر به‌عنوان مدیر عامل اجرایی بانک لویدز فعالیت می‌کند.
وی سابقه فعالیت در بانک‌های گلدمن ساکس، سیتی‌بانک، بانک انگلستان و گروه سانتاندر را دارا می‌باشد.